# 吉海町

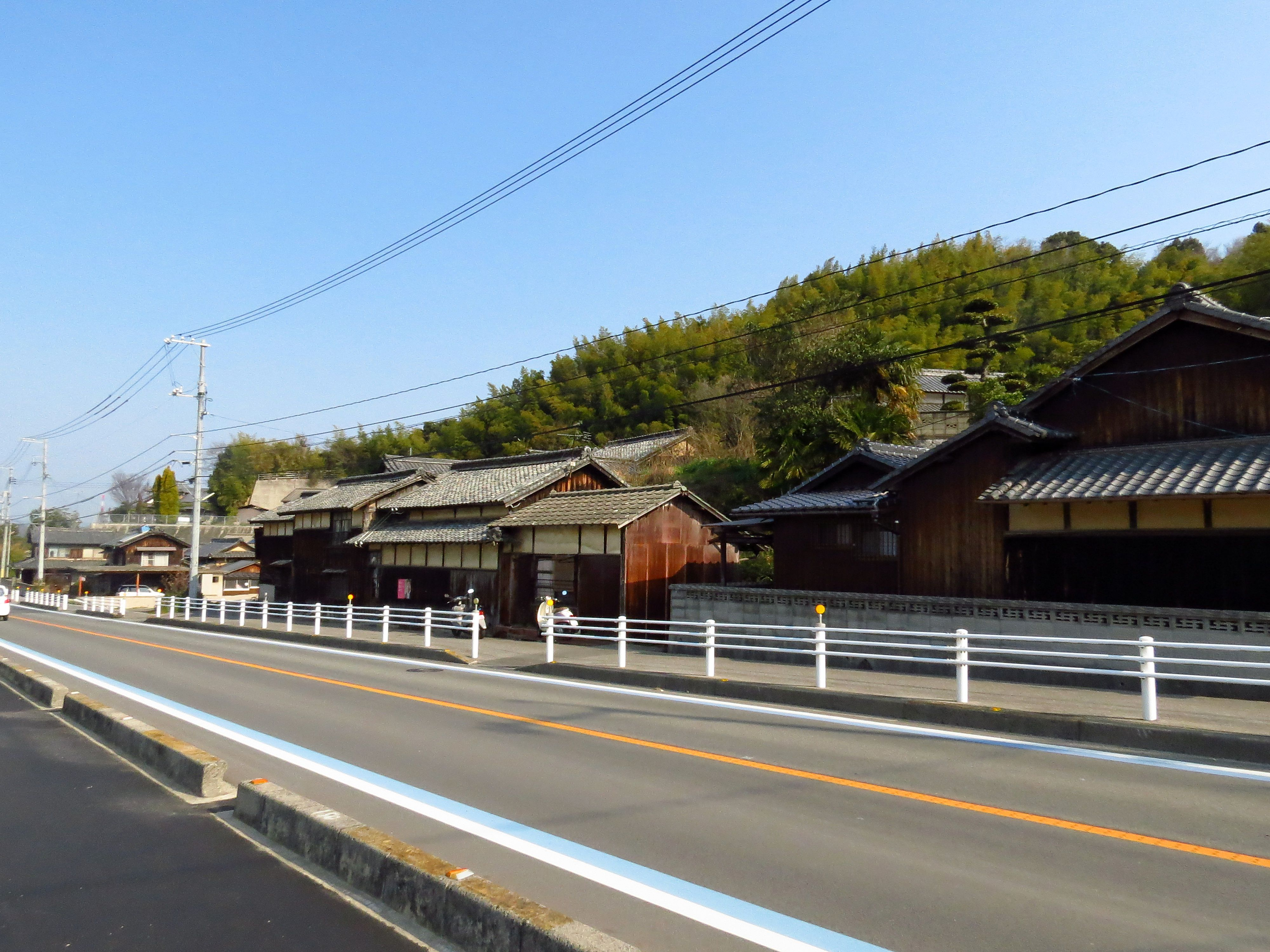
名地区

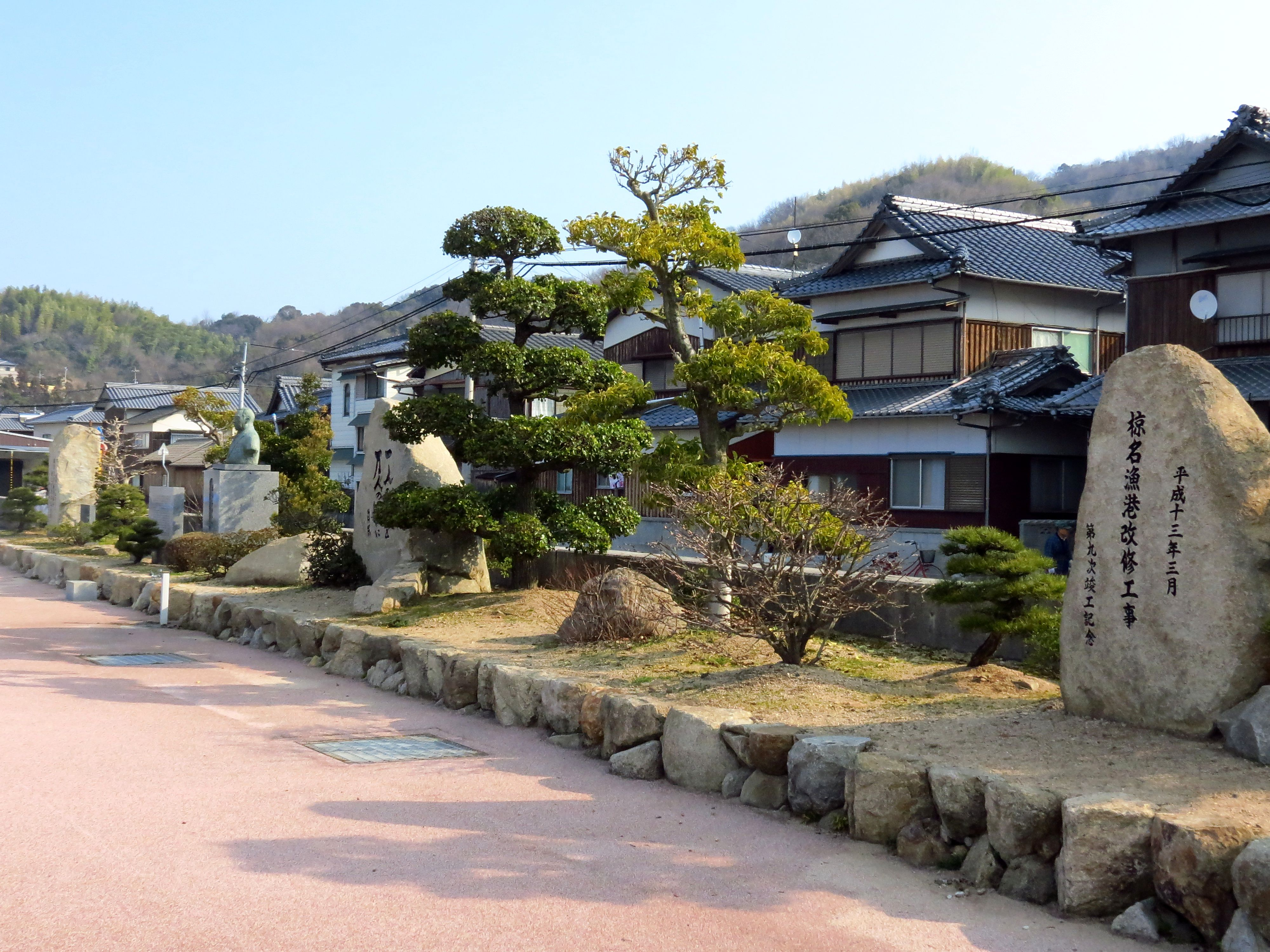
椋名地区

吉海町（よしうみちょう）は、愛媛県の東予地方にあった町である。
大島のおおむね西半分であり、下記以外の詳細は大島を参照のこと。

## 地理
芸予諸島、大島の西部に位置する。

## 沿革
- 1889年12月15日 - 町村制施行に伴い越智郡に以下の3村が成立。
  - 津倉村 ← 本庄村, 八幡村, 幸新田村, 仁江村
  - 亀山村 ← 椋名村, 正味村, 臥間村, 南浦村, 名村, 津島村
  - 大山村 ← 福田村, 泊村, 田浦村, 早川村, 余所国村
- 1899年7月1日 - 亀山村から渦浦村が分立。
- 1954年3月31日 - 津倉村，亀山村，渦浦村，大山村福田、泊、田浦が合併して吉海町となる。
  - 大山村の残部早川、余所国は宮窪町に編入。
- 2005年1月16日 - 今治市，菊間町，大西町，波方町，玉川町，朝倉村，宮窪町，伯方町，上浦町，大三島町，関前村と合併して今治市となる。

## 教育

### 高等学校
- 愛媛県立今治南高等学校大島分校（旧：愛媛県立大島高等学校）

## 産業

### 主要事業所
- あいえす造船 本社･本社工場
- 山中造船 本社･工場

## 交通

### 航路
- 下田水港
  - 今治港と下田水港を結ぶ航路があったが、利用者数の減少で2013年に休止。2014年に航路廃止。

### 鉄道
町内に鉄道はない。

### 道路
高速道路
西瀬戸自動車道（しまなみ海道）
町内にあるインターチェンジ：11 大島南IC
国道
国道317号
県道
県道49号

## 観光
- 大島 (愛媛県今治市) のページを参照のこと。

## 出身有名人
- 野間仁根 -洋画家
- 村上ショージ - コメディアン（吉本興業所属）